# Mohammadu Maccido
Ibrahim Muhammadu Maccido dan Abu Bakar (1928 - 29 de octubre de 2006) fue el 19º Sultán del Estado de Sokoto en el norte de Nigeria. Ocupó el sultanato desde el 20 de abril de 1996 hasta su fallecimiento en el accidente del vuelo 053 de ADC Airlines. Fue Presidente del Suprema Corte de Nigeria para Asuntos Islámicos y líder espiritual musulmán.
Era hijo del sultán Siddiq Abu Bakar dan Usuman, aunque no sucedió de su padre el sultanato directamente, sino que lo hizo de Ibrahim Dasuki, quien fue arrestado por el entonces dictador nigeriano Sani Abacha.
Le sucedió en el sultanato su hermano Muhammadu Sada el 2 de noviembre de 2006, puesto que tanto su único hijo y su nieto también murieron en dicho accidente.